# ويلينغتون بينتو فراغا
ويلينغتون بينتو فراغا هو لاعب كرة قدم برازيلي في مركز نصف الجناح، ولد في 20 يناير 1982 في Cachoeiras de Macacu ‏ في البرازيل. لعب مع إنتر ميلان ونادي سبيزيا ونادي كياسو.